# Carlsbad Classic 1980
Il Carlsbad Classic 1980 è stato un torneo di tennis giocato sul cemento. È stata la 2ª edizione del torneo, che fa parte del WTA Tour 1980. Si è giocato a Carlsbad negli USA dal 22 al 28 marzo 1980.

## Campionesse

### Singolare
Pam Shriver ha battuto in finale  Kate Latham con il punteggio di 6–1, 6–2

### Doppio
Laura duPont /  Pam Shriver hanno battuto in finale  Rosie Casals /  Joanne Russell con il punteggio di 6–7, 6–4, 6–1